# Нентне
Нентне (пол. Nętne) — село в Польщі, у гміні Стромець Білобжезького повіту Мазовецького воєводства.
Населення — 71 особа (2011).
У 1975-1998 роках село належало до Радомського воєводства.

## Демографія
Демографічна структура станом на 31 березня 2011 року:
|          | Загалом | Допрацездатний вік | Працездатний вік | Постпрацездатний вік |
| -------- | ------- | ------------------ | ---------------- | -------------------- |
| Чоловіки | 34      | 10                 | 20               | 4                    |
| Жінки    | 37      | 10                 | 18               | 9                    |
| Разом    | 71      | 20                 | 38               | 13                   |